# Ecsenius aequalis
Ecsenius aequalis és una espècie de peix de la família dels blènnids i de l'ordre dels perciformes.

## Morfologia
- Els mascles poden assolir 4,3 cm de longitud total.[1][2]

## Reproducció
És ovípar.

## Hàbitat
És un peix marí de clima tropical i associat als esculls de corall fins als 2-11 m de fondària.

## Distribució geogràfica
Es troba al nord de la Gran Barrera de Corall, el Mar del Corall i les Illes Trobriand (Papua Nova Guinea).